# جیلین اگنیو
جیلین اگنیو (انگلیسی: Jaylyn Agnew؛ زادهٔ ۲۱ ژوئیهٔ ۱۹۹۷) بازیکن بسکتبال اهل ایالات متحده آمریکا است.